# Bertus Caldenhove
Bernardus Joannes (Bertus) Caldenhove (Amsterdam, 19 januari 1914 – aldaar, 30 juli 1983) was een Nederlands voetballer. Hij kwam zijn gehele carrière uit voor DWS en speelde 25 interlands voor het Nederlands elftal.

## Loopbaan

### Jeugdjaren
Hij leerde het voetballen op straat met jongens uit de buurt van de Marnixstraat. Ze vormden samen een team dat speelde tegen andere buurtclubjes. Het schoolvoetbal speelde in de lagere schooltijd een belangrijke rol. Hij speelde in het elftal van de Rombout Hogerbeetsschool en daarna van de Ambachtsschool waar hij leerde voor stukadoor. 
Op zijn twaalfde mocht hij lid worden van een voetbalvereniging. Hij ging naar SDZ omdat de meeste jongens uit zijn wijk daar voetbalden. Na twee jaar stapte hij over naar DWS dat een grotere vereniging was met meer trainingsmogelijkheden. Op zijn zestiende werd hij al gevraagd voor het eerste elftal. Maar zijn ouders hielden dat tegen omdat ze hem nog te jong vonden. Een jaar later maakte hij als zeventienjarige zijn debuut.

### Aanvoerder
Een jaar na zijn debuut werd hij al aanvoerder van de club uit de Amsterdamse Spaarndammerbuurt. DWS speelde toen nog in de Tweede klasse. In 1934 pakte DWS het kampioenschap en promoveerde voor het eerst in de clubhistorie naar de hoogste klasse. Dat gebeurde via de promotiecompetitie na het 1-1 gelijkspel op 20 mei 1934 in de uitwedstrijd tegen Velox.
Bertus Caldenhove vormde vrijwel zijn gehele carrière een hecht verdedigingsduo met Jan van Stokken. 

### Drie keer kampioen
In het debuutseizoen 1934/35 werd DWS kampioen in de Eerste klasse. DWS was in die jaren een topclub in Nederland want ook in 1938 en 1939 werd het kampioenschap binnengehaald. In strijd om de nationale titel eindigde DWS respectievelijk als vijfde, derde en tweede. 
Op 20 juni 1937 was hij geselecteerd voor de beste spelers van West-Europa die in het Olympisch stadion aantraden tegen het elftal van Centraal-Europa. Voor 50.000 toeschouwers verloor West-Europa, met naast Caldenhove ook de Nederlanders Beb Bakhuijs en Kick Smit,  met 1-3.

### Oranje
Voor de 21-jarige Caldenhove was 1935 een succesvol jaar. Naast het kampioenschap met DWS debuteerde hij in het Nederlands elftal. Op 31 maart 1935 speelde hij zijn eerste interland in de met 4-3 gewonnen wedstrijd tegen België. Hij speelde van 1935 tot 1940 25 achtereenvolgende interlands van Oranje in de basis. Hij was een rechtervleugelverdediger maar speelde zijn meeste interlands als linksback. 
In 1938 kwam hij uit op het wereldkampioenschap in Frankrijk. Nederland was op 5 juni na één wedstrijd, 0-3 verlies na verlenging tegen Tsjecho-Slowakije, al uitgeschakeld.

### Knieblessure
In zijn 25e interland, op 17 maart 1940 tegen België, was hij voor het eerst aanvoerder. De wedstrijd ging met 7-1 verloren en het werd meteen de laatste interland van Caldenhove. Door een knieblessure die hij een week later (24 maart) opliep in de wedstrijd tegen ADO, moest hij afzeggen voor de eerstvolgende twee interlands. Vervolgens kwam Oranje in verband met de Tweede Wereldoorlog tot maart 1946 niet in actie. In de oorlog werd Caldenhove uitgenodigd voor de Amsterdamse selectie en voor een selectie van voetballers uit West-Nederland. Hij werd in het eerste jaar na de oorlog nog wel geselecteerd voor het Nederlands elftal, maar had zijn plaats in de basis verloren aan Henk van der Linden en kwam niet verder dan de reservebank.

### Afscheid
Door zijn knieblessure moest hij de laatste zes duels van het seizoen 1939/40 laten schieten. Bij de start van de competitie in september 1940 was hij weer van de partij. Omdat hij hinder bleef ondervinden, was een knieoperatie in december 1940 noodzakelijk. Na een rustperiode van drie maanden speelde hij vanaf maart 1941 weer voor DWS.
In het laatste oorlogsjaar 1944/45 lag de voetbalcompetitie stil. Het seizoen 1945/46 werd zijn allerlaatste. Op 32-jarige leeftijd beëindigde hij zijn loopbaan en hij werd trainer van OSV in Oostzaan. Na vijf jaar stopte hij als trainer.
Hij kwam vervolgens nog uit voor het elftal van oud-internationals. 
Caldenhove was eigenaar van een sigarenzaak aan de Haarlemmerdijk in Amsterdam. Hij overleed in 1983 op 69-jarige leeftijd.